# Dodger
Dodger es el décimo quinto episodio de la primera temporada de la serie estadounidense de drama y ciencia ficción, Arrow. El episodio fue escrito por Beth Schwartz, y dirigido por Eagle Egilsson y fue estrenado el 20 de febrero de 2013 en Estados Unidos por la cadena CW. En Latinoamérica, Warner Channel estrenó el episodio el 11 de marzo de 2013.
Felicity anima a Oliver a pedirle una cita a McKenna. Un ladrón de joyas llamado "El Esquivo" llega a Starling City y fija su objetivo en alguien muy cercano a Oliver. Mientras tanto, al trabajar con Laurel, un carterista muy rápido llamado Roy Harper roba el bolso de Thea y Moira realiza un movimiento contra Malcolm.

## Argumento
Oliver se entera de que un ladrón de joyas llamado "El Esquivo", que utiliza rehenes con collares bomba para robar para él, ha llegado a Starling City. Mientras tanto, al trabajar con Laurel, un carterista muy rápido llamado Roy Harper roba el bolso de Thea.
Felicity anima a Oliver a pedirle una cita a McKenna y le aconseja poner un dispositivo en el teléfono de la chica para poder enterarse de todo sobre el caso de "El Esquivo". Durante la cita, McKenna cuestiona a Oliver sobre su estadía en la isla y él recuerda un momento en que se encontró con otro individuo que fue golpeado y atado, pero se niega a ayudarlo por temor a que se tratara de una trampa de Fyers.
Gracias al dispositivo que Oliver implanta en el teléfono de McKenna, el equipo es capaz de saber la próxima ubicación de "El Esquivo" pero la llegada de la policía y una bomba lanzada por el criminal, provocan que Oliver pierda su objetivo. Para poder capturar a "El Esquivo", Oliver dona una antigua joya de su familia a una subasta. Dicha joya logra atraer al ladrón pero éste toma coloca un collar bomba a Felicity para poder escapar. Oliver va tras él mientras Felicity lo guía y Diggle intenta desactivar el collar.
Finalmente, Oliver logra detener a "El Esquivo" y Diggle desactiva el collar, salvando la vida de Felicity. Mientras tanto, Moira se reúne con China White para pagar por la muerte de Malcolm, y así poder salir de la organización y recuperar a Walter.

## Elenco
- Stephen Amell como Oliver Queen.
- Katie Cassidy como Dinah Laurel Lance.
- Colin Donnell como Tommy Merlyn. (crédito solamente)
- David Ramsey como John Diggle.
- Willa Holland como Thea Queen.
- Susanna Thompson como Moira Queen.
- Paul Blackthorne como el detective Quentin Lance.

## Continuidad
- Es el tercer episodio en el que Tommy Merlyn está ausente.
- China White fue vista anteriormente en Year's End.
- McKenna Hall fue vista anteriormente en Vertigo.
- Carly Diggle fue vista anteriormente en Trust but Verify
- Este episodio marca la primera aparición de Frank Chen, Alan Durand y Roy Harper.
- El episodio también marca hasta el momento la única aparición de "El Esquivo" y Claire Abott.

## Desarrollo

### Producción
La producción de este episodio comenzó el 10 de diciembre de 2013 y terminó el 4 de enero de 2013.

### Filmación
El episodio fue filmado del 7 al 16 de enero de 2013.

### Casting
El 11 de diciembre de 2012 se dio a conocer que el exactor de Teen Wolf, Colton Haynes fue elegido para interpretar a Roy Harper, el nuevo interés amoroso de Thea y que está destinado a convertirse en una parte importante de su vida. El 9 de febrero se informó que Chin Han obtuvo un papel recurrente como Frank Chen, un viejo amigo de la familia Queen. Por otra parte, James Callis fue contratado para interpretar a un ladrón de joyas conocido como "El Esquivo".

## Recepción

### Recepción de la crítica
Jesse Schedeen de IGN, calificó al episodio como bueno, dándole una puntuación de 6.8 y comentó:

"A pesar del debut de Roy Harper, Arrow no pudo mantener el impulso del episodio estelar de la semana pasada".
Jesse Schedeen.

Por otra parte, Carissa Pavlica de TV Fanatic, otorgó al episodio una calificación de 4.5 sobre 5, diciendo:

"Voy a tener que hacer una petición a Arrow para que deje de nombrar sus episodios en honor al villano ocasional que aparece. El hecho de que una cara conocida agrade a la producción no significa que sea suficiente para escribir la hora con un apodo en su honor, y "Dodger" no fue la excepción. El esquivo era realmente la parte menos interesante del episodio".
Carissa Pavlica.

### Recepción del público
El episodio fue visto por 3.15 millones de espectadores, recibiendo 0.9 millones entre los espectadores entre 18-49 años.